# Fall Hirsi
Beim Fall Hirsi handelt es sich um einen Fall des Europäischen Gerichtshofs für Menschenrechte, in dem elf Staatsbürger Somalias und dreizehn Staatsbürger von Eritrea den Staat Italien verklagten. Im Jahr 2012 wurde ihrer Klage stattgegeben und der italienische Staat dazu verurteilt, einen Schadensersatz in Höhe von 15.000 Euro pro Person zu zahlen und ferner die Verfahrenskosten zu tragen.

## Fall
Am 6. Mai 2009 wurden über 200 eritreische und somalische Flüchtlinge, die in drei Booten von Libyen nach Italien übersetzen wollten, 35 Seemeilen südlich von Lampedusa vom italienischen Zoll und der Küstenwache aufgegriffen, auf Kriegsschiffen nach Tripolis zurückgebracht und dort zum Verlassen der Schiffe gezwungen.
Am 7. Mai 2009 begründete der italienische Außenminister die Handhabung dieses Falles mit dem Rückführungsabkommen mit Libyen, das im Februar 2009 geschlossen worden war.

## Urteil des Europäischen Gerichtshofs für Menschenrechte
Der Italienische Flüchtlingsrat kontaktierte die Migranten und brachte sie in Kontakt mit italienischen Anwälten. Schließlich reichten 24 Personen Klage beim Europäischen Menschenrechtsgerichtshof gegen Italien ein. Der Fall (Hirsi Jamaa u.a. gg. Italien) wurde zur Prüfung angenommen; die Verhandlungen fanden am 22. Juni 2011 und am 19. Januar 2012 statt. Am 19. Januar 2012 wurde Italien zu einer Schadensersatzzahlung in Höhe von 330.000 Euro sowie zur Zahlung der Prozesskosten verurteilt. Da zwei der Kläger zwischenzeitlich bei einem anderen Versuch der Überquerung des Mittelmeers ums Leben gekommen waren, entsprach das 15.000 Euro pro Person.
Das Gericht urteilte, dass unter anderem aufgrund der faktischen Kontrolle über die Asylsuchenden die Jurisdiktion Italiens bestand, obwohl italienisches Territorium nicht betreten wurde. Folglich legte er dar, dass der italienische Staat die Asylsuchenden nicht nach Libyen hätte zurückführen dürfen, da niemand der Folter oder unmenschlicher Strafe ausgesetzt werden dürfe (Art. 3 EMRK). Zudem habe Italien das Verbot der Kollektivausweisung ausländischer Personen (Art. 4 des IV. Zusatzprotokolls) übertreten und das Recht auf wirksame Beschwerde (Art. 13 i. V. m. Art. 3 EMRK und Art. 4 des IV. Zusatzprotokolls) verletzt.
Das Urteil wurde vom UNHCR als „Wendepunkt“ bei der Frage nach der Verantwortung von Staaten im Umgang mit Flüchtlingen begrüßt.
Menschenrechts- und Flüchtlingsorganisationen bezeichneten das Urteil als wegweisend.